# Jack Ketchum
Jack Ketchum, vlastním jménem Dallas William Mayr (* 10. listopadu 1946 Livingston v New Jersey – 24. ledna 2018 New York) byl americký spisovatel, je známý především jako autor hororů. Za své dílo obdržel několik ocenění, řada jeho knih byla zfilmována, psal také scénáře k filmům.

## Život
Jack Ketchum se narodil v Livingstonu v New Jersey rodičům německých přistěhovalců. Jeho otec sloužil během druhé světové války u dělostřelectva, matka byla účetní a vedoucí kanceláře, později se stali majiteli malého obchůdku. Studoval angličtinu a získal bakalářský titul na Emerson College v Bostonu.Po absolutoriu vyučoval dva roky angličtinu na střední škole v Brooklynu ve státě Massachusetts. Později byl zaměstnán v různých zaměstnáních, mimo jiné jako copywriter, redaktor paleontologického časopisu Fossil, herec, literární agent Henryho Millera v agentuře Scott Meredith aj. Setkání se spisovatelem Millerem v Pacific Palisades je jedním z témat memoárů Book of Souls. Během dospívání se spřátelil se spisovatelem Robertem Blochem, autorem knihy Psycho, který se stal jeho mentorem. Zemřel na rakovinu.

## Dílo
Od konce 70. let publikoval časopisecky povídky a různé texty pod pseudonymem Jerzy Livingston, pseudonym vznikl podle místa jeho narození. Díla z 80. let vydával pod pseudonymem Jack Ketchum, inspirací pro pseudonym bylo jméno britského kata Jacka Ketche.
Povídky byly uveřejněny například v knize z roku 1998 The Exit at Toledo Blade Boulevard nebo Peaceable Kingdom z roku 2003. Napsal také několik novel, nejznámější je The Box z roku 1994, za kterou obdržel Bram Stoker Award a která byla zfilmována pod názvem XX.
Jeho první hororový román Off Season vyšel v roce 1980. Následovaly další knihy Cover (1987), She Wakes (1989), The Girl Next Door (1989), Offspring (1991), Red (1995) ,The Lost (2001), The Woman (spolupráce Lucky McKee ) aj.
Podle některých knih byly natočeny filmy, některé vznikly i ve spolupráci s jinými autory. K filmům psal i scénáře. V roce 2006 vznikl film The Lost, film The Girl Next Door byl natočen v roce 2007, v roce 2008 se objevil Red, o rok později Offspring a v roce 2011 byl uveden The Woman. Scénář napsal, některý i ve spolupráci, k filmům Mail Order (2011), Olivia (2013), XX (2017). Jako herec ve vedlejších rolích se objevil, většinou pod svým skutečným jménem Dallas Mayr, ve filmech Red, The Girl Next Door, Offspring 

### Česky vydané knihy
- Po sezoně, 2011 (Off Season, 1980)[8]
- Dívka od vedle, 2015 (The Girl Next Door, 1989)[9]
- Red, 2016 (Red, 1995)[10]
- Schovka, 2018 (Hide and Seek, 1984)[11]
- Křižovatky, 2019 (The Crossings: A Terrifying Novel of the Old West, 2003)[12]
- Noc žen, 2023 (Ladies' Night, 1997)[13]
- Probuzená, 2024 (She Wakes, 1989)

### Ocenění
Za novelu The Box získal svou první cenu Brama Stokera v roce 1994. Stejnou cenu obdržel v roce 2000 za povídku Gone, v roce 2003 za knihu Closing Time a ve stejném roce za knihu Peaceable Kingdom. V roce 2011 získal World Horror Convention Grand Master Award za mimořádný přínos žánru.